# Impedància
La impedància és una mesura de la manera i el grau en què un circuit elèctric resisteix el flux del corrent elèctric si s'hi aplica un determinat voltatge. El seu símbol és Z i es mesura en ohms.

## Història
Potser el primer ús de nombres complexos en l'anàlisi de circuits va ser per Johann Victor Wietlisbach el 1879 en l'anàlisi del pont de Maxwell. Wietlisbach va evitar utilitzar equacions diferencials expressant corrents i tensions de CA com a funcions exponencials amb exponents imaginaris. Wietlisbach va trobar que el voltatge requerit es donava multiplicant el corrent per un nombre complex (impedància), encara que no ho va identificar com un paràmetre general per dret propi.
El terme impedància va ser encunyat per Oliver Heaviside el juliol de 1886. Heaviside va reconèixer que l’operador de resistència (impedància) en el seu càlcul operacional era un nombre complex. El 1887 va demostrar que hi havia una CA equivalent a la llei d'Ohm.
Arthur Kennelly va publicar un article influent sobre la impedància el 1893. Kennelly va arribar a una representació de nombres complexos d'una manera força més directa que utilitzant funcions exponencials imaginàries. Kennelly va seguir la representació gràfica de la impedància (mostrant la resistència, la reactància i la impedància com a longituds dels costats d'un triangle rectangle) desenvolupada per John Ambrose Fleming el 1889. D'aquesta manera es podrien afegir impedàncies vectorials. Kennelly es va adonar que aquesta representació gràfica de la impedància era directament anàloga a la representació gràfica de nombres complexos (diagrama d'Argand). Els problemes en el càlcul d'impedància es podrien abordar algebraicament amb una representació de nombres complexos. Més tard aquell mateix any, el treball de Kennelly va ser generalitzat a tots els circuits de CA per Charles Proteus Steinmetz. Steinmetz no només representava les impedàncies mitjançant nombres complexos, sinó també tensions i corrents. A diferència de Kennelly, Steinmetz va ser capaç d'expressar equivalents de corrent altern de lleis de corrent continu com ara les lleis d'Ohm i Kirchhoff. El treball de Steinmetz va tenir una gran influència en la difusió de la tècnica entre els enginyers.

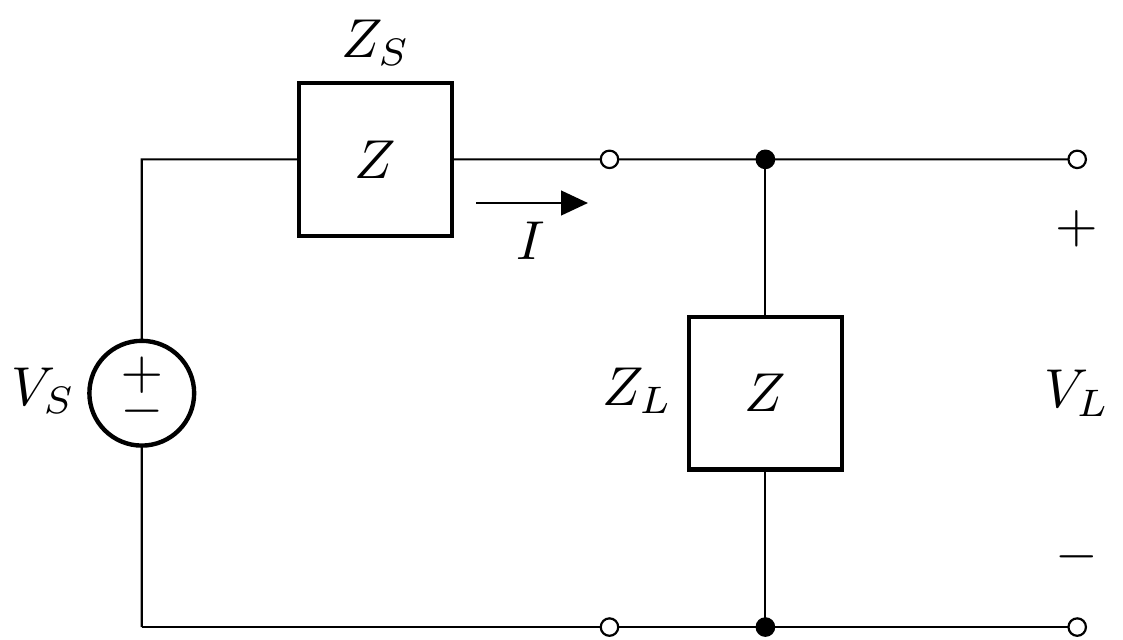
Esquema elèctric de dos receptors en sèrie cadascun amb un valor escalar Z

## Definició
Si el voltatge aplicat és constant, els condensadors són aïllants i els inductors actuen com els conductors; la impedància és només a causa de les resistències i és un nombre real igual a la resistència del component R.
Si el voltatge aplicat canvia amb el temps (com en un circuit de corrent altern), llavors el component pot afectar tant a la fase com a l'amplitud del corrent, a causa dels inductors i condensadors del circuit. En aquest cas, la impedància és un nombre complex (això és una manera convenient de descriure l'amplitud i la diferent fase conjuntament en un sol nombre). Està composta de la resistència R, la reactància inductiva XL i la reactància capacitativa XC d'acord amb la fórmula 
{\displaystyle Z=R+j(X_{L}-X_{C})}
on j és la unitat imaginària, l'arrel quadrada de -1 ({\displaystyle {\sqrt {-1}}.}). La reactància inductiva i la reactància capacitativa poden ser agrupades en una única quantitat anomenada reactància, X = XL - XC, d'aquesta manera tenim
{\displaystyle Z=R+jX}.
Cal tenir en compte que la reactància depèn de la freqüència f del voltatge aplicat.
Si el voltatge aplicat canvia periòdicament amb una freqüència fixa f, segons una corba sinusoidal, és representada com la part real d'una funció de la forma
{\displaystyle u(t)=ue^{2\pi jft}}
on u és un nombre complex que representa la fase i l'amplitud (vegeu la fórmula d'Euler). Si el corrent es representa de forma anàloga com el valor real d'una funció i(t), llavors la relació entre corrent i voltatge ve donada per
{\displaystyle Z=u(t)/i(t),}
una equació molt similar la Llei d'Ohm.
Si el voltatge no és una corba sinusoïdal de freqüència fixa, llavors primer s'ha de dur a terme una anàlisi de Fourier per trobar els components del senyal en diferents freqüències. Cada un és llavors representat per la part real d'una funció complexa com l'esmentada i dividida per la impedància a la freqüència respectiva. Afegint als camps component del corrent resultant una funció i(t), de la que la part real és el corrent.
La noció d'impedància pot ser útil quan el voltatge/corrent és constant (com en molts de circuits de corrent continu), per tal d'estudiar el que pot passar en l'instant en què el voltatge constant es connecta, o desconnecta: generalment, els inductors causen que el canvi en el corrent sia gradual, mentre els condensadors poden causar grans puntes en el corrent.
Si l'estructura interna d'un component és coneguda, la seva impedància es pot calcular usant les mateixes lleis que s'utilitzen per a les resistències: la impedància total dels subcomponents connectats en sèrie és la suma de la impedància dels subcomponents; el recíproc del total de la impedància dels subcomponents connectats en paral·lel és la suma dels recíprocs de les impedàncies dels subcomponents. Aquestes regles simples són el motiu principal per usar el formalisme dels nombres complexos.
Sovint, per conèixer la magnitud de la impedància n'hi ha prou amb:
{\displaystyle \left|Z\right|={\sqrt {R^{2}+X^{2}}}.}
Això és igual a la proporció entre el voltatge RMS (VRMS) i el corrent RMS (IRMS):
{\displaystyle \left|Z\right|=V_{RMS}/I_{RMS}.}
El mot impedància és sovint usat per anomenar aquesta magnitud; sigui com sigui, és important fer això per calcular-la, es calcula com s'ha esmentat i després es pren el resultat. No hi ha regles simples per calcular |Z| directament.
Quan ajuntem components per portar senyals electromagnètics, és important tenir en compte la impedància; el contrari pot donar per resultat la pèrdua del senyal.